# آدولفو اورتا
آدولفو اورتا (اسپانیایی: Adolfo Horta‎; ۳ اکتبر ۱۹۵۷ – ۲۸ نوامبر ۲۰۱۶) بوکسور اهل کوبا بود.